# 阿克雷里
阿克雷里（冰島語發音：[ˈaːkʏrˌeiːrɪ]，当地为[ˈaːkʰʏrˌeiːrɪ] ⓘ）是冰岛东北区的市镇，面积为135平方公里，2021年时人口数量为19,219人。为冰岛第四大市镇，也是冰岛人口稠密的西南角之外人口最多的城镇。

## 历史
有关阿克雷里的历史记录最早是在1562年，当时一个女人因为婚前性行为被判刑。那时候的阿克雷里建筑只有丹麦商人的店铺以及存放商品的仓库。经过216年，在1778年，丹麦国王推出一系列措施来改进冰岛的生活状态，而当中的一项措施则是将阿克雷里指定设为贸易站点，第一座居民建建筑也随之建立起来。当时阿克雷里只有12个居民，丹麦皇族改进阿克雷里生活状态的措施并不是很成功，而阿克雷里在1826年丢失了贸易站点的地位，小镇始终无法发展起来。直到1862年，小镇重新获得它的商业地位。

## 经济
渔业在历史上为本地经济最大及重要的工业。其它工业和商业服务也得到发展。高等教育在本地经济中也是一个发展的行业。大约20%的劳工市场在服务业就业。
冰岛五大渔业公司中有两个把总部设在阿克雷里，部分原因是因为本地的不冻港。其它大型公司包括Samherji、Norðurmjólk、Brim hf及冰岛最大的酿酒厂Vifilfell。阿克雷里医院为本地区的一个主要雇主，也是冰岛两个主要医院之一。

## 姐妹城市
- 挪威奥勒松
- 丹麦兰讷斯
- 瑞典韦斯特罗斯
- 芬兰拉赫蒂
- 俄罗斯摩尔曼斯克

## 旅游
阿克雷里坐落在冰岛的一号环岛公路沿线，可以通过开车自驾、乘坐冰岛国内航空、公共巴士等方式到达。从首都雷克雅未克开车到阿克雷里，大约需要5个小时车程。